# Azadegan League (1998/1999)
Azadegan League (1998/1999) był 14. edycją najwyższej klasy rozgrywkowej w piłce nożnej w Iranie. Liga skupiała 16 zespołów. Tytułu nie obroniła drużyna Esteghlal Teheran. Nowym mistrz Iranu została drużyna Persepolis Teheran. Tytuł króla strzelców zdobyli Koroush Barmak (Teraktor Sazi Tebriz) oraz Abdoljalil Golcheshmeh (Abu Moslem Meszhed), którzy strzelili po 14 bramek.

## Tabela końcowa
| Lp. | Drużyna                     | M  | Z  | R  | P  | Bramki | Bramki | Różn. | Pkt | Uwagi                                    |
| --- | --------------------------- | -- | -- | -- | -- | ------ | ------ | ----- | --- | ---------------------------------------- |
| 1   | Persepolis Teheran (M)      | 30 | 19 | 8  | 3  | 56     | 21     | +35   | 65  | Klubowe Mistrzostwa Azji • FR            |
| 2   | Esteghlal Teheran           | 30 | 14 | 11 | 5  | 50     | 28     | +22   | 53  | Azjatycki Puchar Zdobywców Pucharów • FR |
| 3   | Sepahan Isfahan             | 30 | 13 | 14 | 3  | 38     | 19     | +19   | 53  |                                          |
| 4   | Saipa Karadż                | 30 | 13 | 10 | 7  | 43     | 33     | +10   | 49  |                                          |
| 5   | PAS Teheran                 | 30 | 9  | 15 | 6  | 30     | 25     | +5    | 42  |                                          |
| 6   | Chooka Talesz               | 30 | 11 | 7  | 12 | 33     | 48     | −15   | 40  |                                          |
| 7   | Fulad Ahwaz                 | 30 | 9  | 11 | 10 | 31     | 37     | −6    | 38  |                                          |
| 8   | Abu Moslem Meszhed          | 30 | 10 | 7  | 13 | 37     | 37     | 0     | 37  |                                          |
| 9   | Sanat Naft Abadan           | 30 | 8  | 12 | 10 | 22     | 39     | −17   | 36  |                                          |
| 10  | Fajr Sepasi Sziraz          | 30 | 8  | 10 | 12 | 27     | 31     | −4    | 34  |                                          |
| 11  | Teraktor Sazi Tebriz        | 30 | 7  | 13 | 10 | 30     | 35     | −5    | 34  |                                          |
| 12  | Zob Ahan Isfahan            | 30 | 9  | 6  | 15 | 23     | 32     | −9    | 33  |                                          |
| 13  | Malawan Bandar-e Anzali (S) | 30 | 7  | 11 | 12 | 21     | 26     | −5    | 32  | Spadek do                                |
| 14  | Szahrdari Tebriz (S)        | 30 | 5  | 16 | 9  | 29     | 33     | −4    | 31  | Spadek do                                |
| 15  | Poliakryl Isfahan (S)       | 30 | 5  | 12 | 13 | 24     | 36     | −12   | 27  | Spadek do                                |
| 16  | Bank Melli Teheran (S)      | 30 | 4  | 15 | 11 | 27     | 41     | −14   | 27  | Spadek do                                |

## Najlepsi strzelcy
|   | Piłkarz                | Klub                 | Gole |
| 1 | Koroush Barmak         | Teraktor Sazi Tebriz | 14   |
| 1 | Abdoljalil Golcheshmeh | Abu Moslem Meszhed   | 14   |